# Wereldkampioenschappen schoonspringen 2023 – tienmetertoren synchroon gemengd
Het synchroonspringen vanaf de tienmetertoren voor gemengde duo's tijdens de wereldkampioenschappen schoonspringen 2023 vond plaats op 15 juli 2023 in het Prefecturale zwembad van Fukuoka in Fukuoka.

## Uitslag
| Rang   | Land             | Namen                                                 | Punten |
| ------ | ---------------- | ----------------------------------------------------- | ------ |
| Goud   | China            | Wang Feilong Zhang Jiaqi                              | 339,54 |
| Zilver | Mexico           | Diego Balleza Viviana del Ángel                       | 313,44 |
| Brons  | Japan            | Hiroki Ito Minami Itahashi                            | 305,34 |
| 4      | Oekraïne         | Kirill Boljoech Ksenija Bajlo                         | 295,44 |
| 5      | Canada           | Nathan Zsombor-Murray Kate Miller                     | 290,43 |
| 6      | Italië           | Eduard Timbretti Gugiu Sarah Jodoin Di Maria          | 278,58 |
| 7      | Puerto Rico      | Emanuel Vázquez Maycey Vieta                          | 276,84 |
| 8      | Cuba             | Carlos Ramos Anisley García                           | 262,05 |
| 9      | Zuid-Korea       | Kim Yeong-taek Moon Na-yun                            | 256,50 |
| 10     | Duitsland        | Alexander Lube Pauline Pfeif                          | 256,38 |
| 11     | Verenigde Staten | Max Weinrich Kaylee Bishop                            | 256,02 |
| 12     | Spanje           | Carlos Camacho Valeria Antolino                       | 249,72 |
| 13     | Maleisië         | Jellson Jabillin Nur Eilisha Rania Muhammad Abrar Raj | 251,64 |
| 14     | Monaco           | Zhang Hoi Lo Ka Wai                                   | 186,15 |